# Oudtshoorn
Oudtshoorn est une ville d'Afrique du Sud, siège de la municipalité locale homonyme, située dans la province du Cap-Occidental à 350 km à l'est de la ville du Cap.
C'est la capitale mondiale de l'autruche d'élevage, et le lieu du principal festival de culture afrikaans du pays.

## Géographie
Plantée au milieu de la vaste plaine quasiment désertique du petit Karoo, la ville est une oasis de verdure grâce aux équipements d'irrigation (descendant du massif montagneux du Swartberg) qui apportent plusieurs fois par semaine des torrents (canalisés) d'eau dans presque toutes les propriétés de la ville.

## Démographie
Selon le recensement de 2011, la ville d'Oudtshoorn compte 29 143 habitants (53,56 % de coloureds, 32,04 % de blancs et 12,69 % de noirs). Dans le centre-ville historique de 20 355 habitants, les blancs représentent 45 % des résidents (35,82 % de coloureds).
La zone urbaine, intégrant Oudtshoorn et les townships à majorité coloured de Bongolethu (14 724 habitants) et de Bridgeton (17 640 habitants), situés à l'est de la ville, compte au total 61 507 habitants (70,9 % de coloureds, 15,3 % de blancs et 12,5 % de noirs).

## Histoire

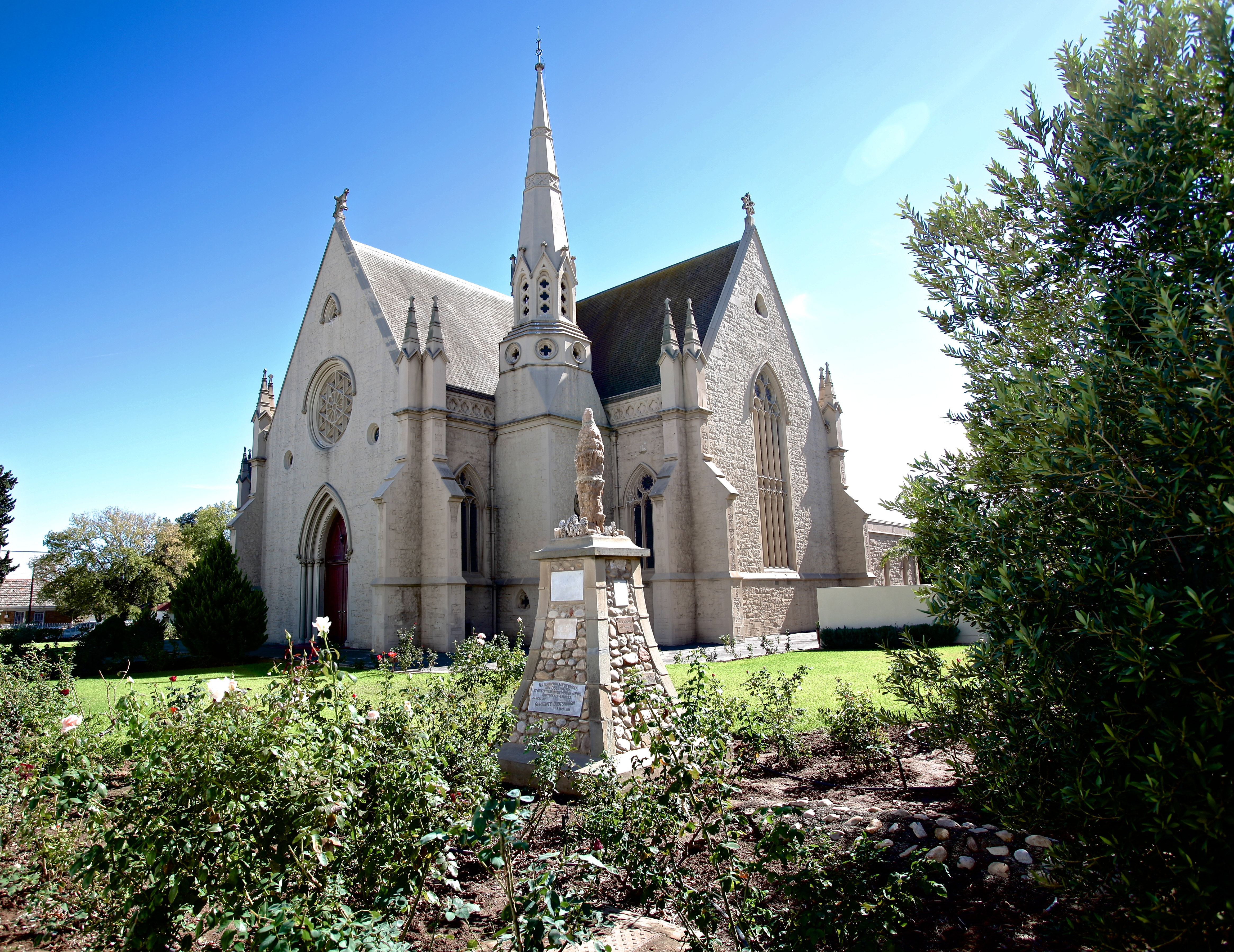
Église réformée hollandaise sur High Street

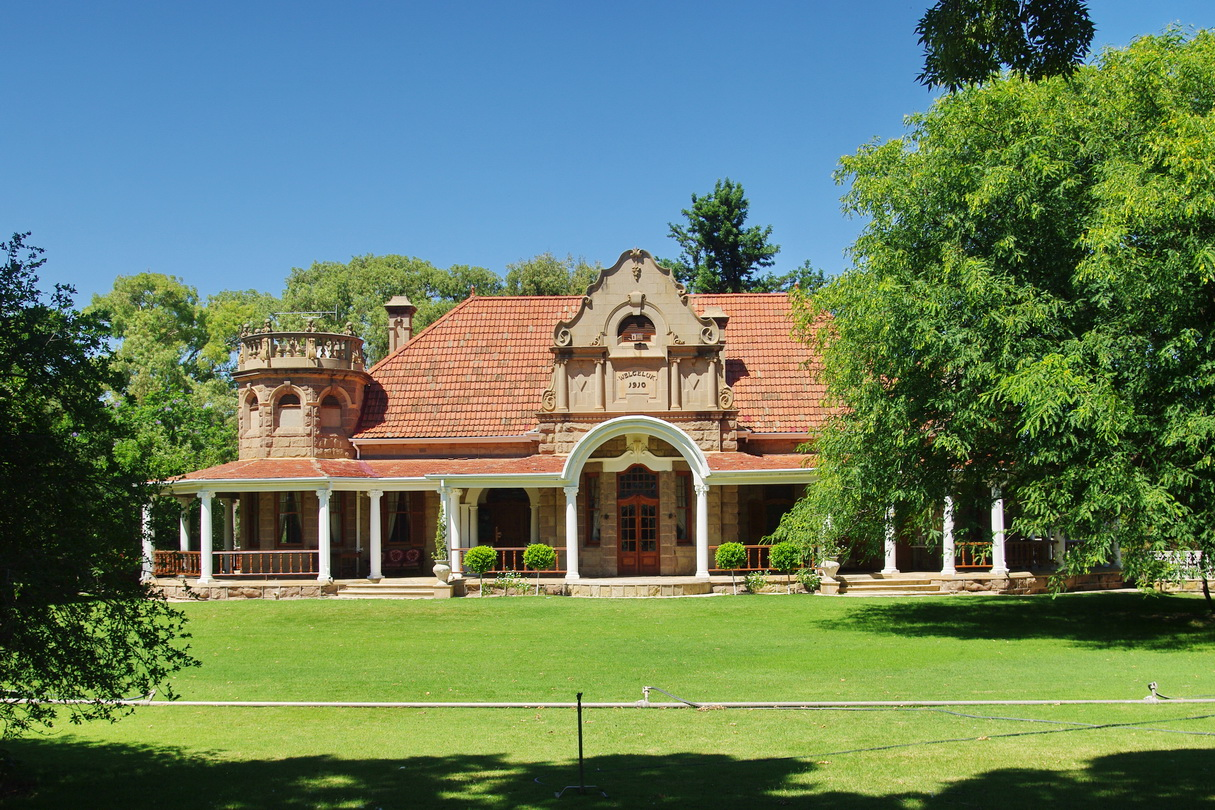
La richesse des barons de la plume d'autruche s'exprime dans l'architecture des résidences qu'ils édifient

La région d'Oudtshoorn était à l'origine habitée par les Bushmen. Les premiers européens à explorer la région étaient des commerçants et des chasseurs vers 1689, menés par des guides griquas. Bien qu'ils aient exploré alors toute la vallée du petit Karoo, ce n'est que 100 ans plus tard que les premiers fermiers s'installent dans la région. La première structure formelle officielle construite dans la région est une église réformée hollandaise en 1839 sur les rives de la rivière Grobbelaars. Elle est le prélude à la naissance d'un village qui se construit progressivement autour de cette église et qui prend le nom d'Oudtshoorn en hommage au Baron Pieter van Rheede van Oudtshoorn, nommé gouverneur de la colonie du Cap en 1772 mais mort durant le voyage le menant en Afrique du Sud.
La première école du village ouvre en 1858, peu de temps avant la formation de la municipalité et la fondation de la société agricole (1859). Les années qui suivent sont cependant marquées par de graves périodes de sécheresse qui nuisent à l'économie non seulement régionale mais aussi nationale. La pauvreté et la misère caractérise alors le village. L'année 1869 marque la fin des périodes de sécheresse et un nouveau départ pour Oudtshoorn qui connait alors une longue et faste période de prospérité économique fondée sur l'agriculture mais surtout sur l'élevage d'autruches dont les plumes sont alors un accessoire de mode très en vogue en Occident. L'autruche devient alors une véritable industrie locale apportant richesse et prospérité à la ville qui connait une brève éclipse durant la guerre des Boers puis connait son apogée en 1913. L'industrie périclite cependant rapidement avec le début de la Première Guerre mondiale et l'effondrement de la demande obligeant les fermiers à retourner à des cultures plus traditionnelles et moins profitables.

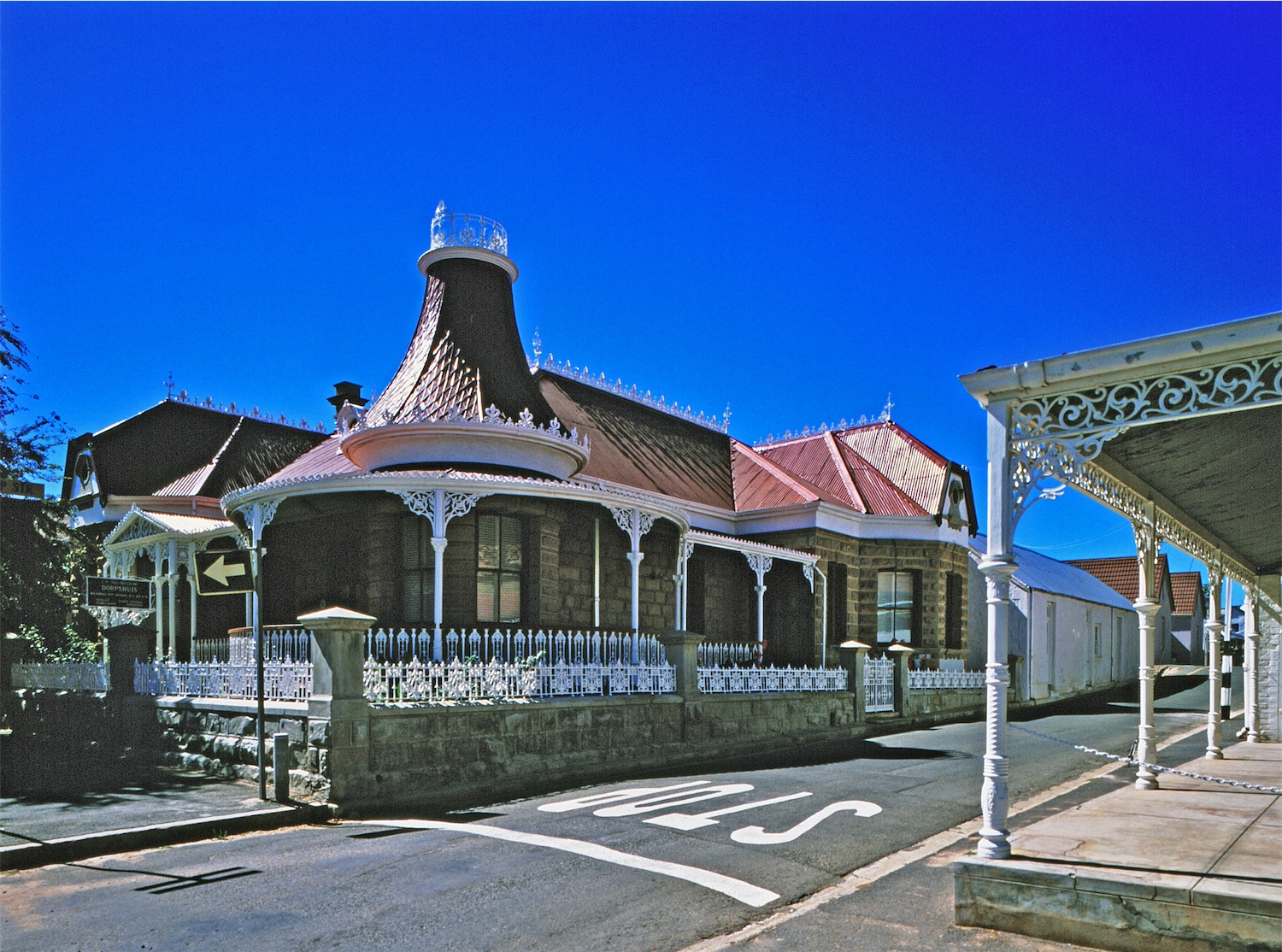
Le Roux House au 146 High Street

Bien que située en pays boers, la ville devient aussi au cours des années 1880 un important foyer régional juif à la suite de l'arrivée de plus de 300 immigrés juifs de Lituanie qui participent à la prospérité économique de la ville, ouvrant de nombreux commerces, ce qui lui vaut le surnom de Jerusalem of South Africa. En 1886, la ville se dote ainsi de sa première synagogue construite par leurs voisins afrikaners. L'un de ces immigrés lituaniens, Max Rose, devient en moins de 10 ans le plus important baron de la plume d'autruche, l'un des secteurs économiques les plus florissant d'Afrique du Sud aux côtés de l'or et du diamant.
Au cours du début du XXe siècle, Oudtshoorn est un lieu de confrontation politique entre les Afrikaners du parti national et les partisans du parti sud-africain de Jan Smuts. Les électeurs envoient le nationaliste Cornelius Jacob Langenhoven au parlement et élisent à la mairie de la ville des partisans de Smuts.
En 1939, Smuts place Oudtshoorn sous état d'urgence pour parer à des manifestations violentes provenant de groupuscules paramilitaires extrémistes et protéger les établissements juifs de la ville de toute tentative de pogrom de la part des pro-nazis.
La politique d'apartheid, appliquée de 1948 à 1991, a laissé, comme dans le reste du pays, des traces dans l'urbanisme de la ville. Les quartiers noirs, Bongolethu, et coloured, Bridgeton, sont ainsi situés à l'est de la ville.

## Industrie locale

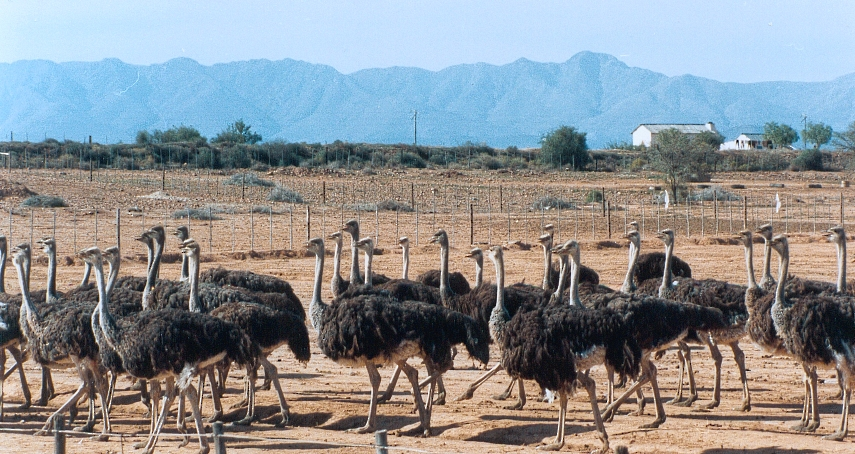
Ferme d'autruches d'Oudtshoorn.

Le tourisme, l'élevage et l'industrie liée à l'autruche sont les principales activités économiques de Oudtshoorn.
Capitale économique et touristique du petit Karoo, Oudtshoorn est ainsi un des plus importants centres d'élevage d'autruches au monde. Au début du XXe siècle, elle fournissait 85 % de ses plumes à l'industrie de la couture et du spectacle. Oudtshoorn est toujours le lieu de la plus grande concentration d'autruches au monde soit à peu près 200 000 oiseaux réparties sur 500 fermes.

### Tourisme

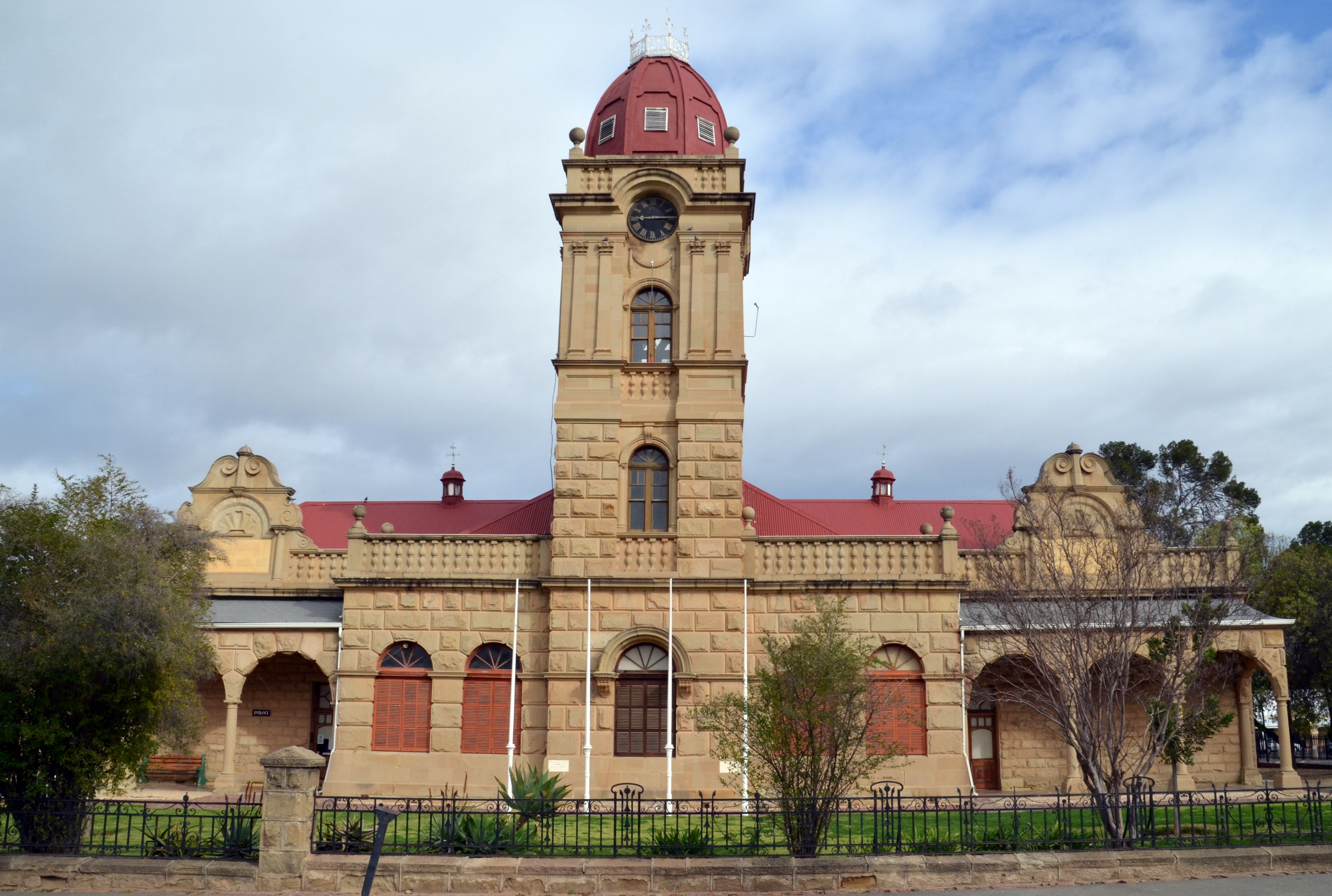
Le CP Nel Museum, sur Baron van Rheede Street, est consacré à l'histoire locale et aux autruches. Ancien lycée bâti en 1906, le bâtiment est inscrit au patrimoine national des monuments historiques depuis 1981.

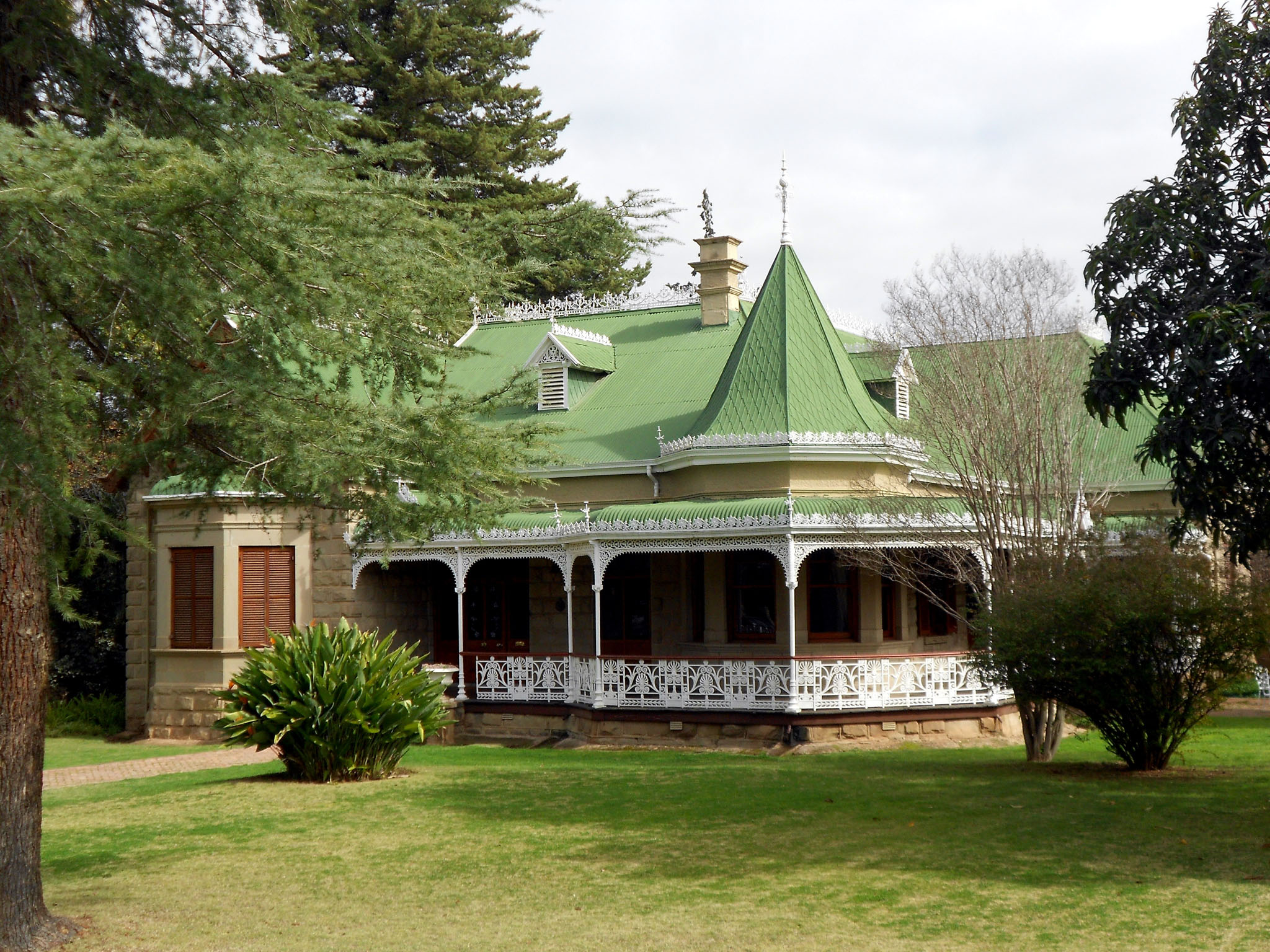
Mimosa Lodge

La région du Karoo, le Swartberg et sa route de montagne, les grottes de Cango et la Route 62 font de la ville un haut lieu touristique mais les températures diurnes en été (en février-mars, on atteint 40 à 45 degrés Celsius) sont souvent difficilement supportables.
La ville elle-même présente un certain intérêt touristique. C'est au centre-ville que sont situés les manoirs et autres luxueuses demeures que s'étaient fait construire les « Rois de la plume d'autruche » notamment le long de la rue Baron Van Rheede (Gottland, Mimosa Lodge, Pinehurst, Oakdene ...).
La maison du poète sud-africain Cornelius Jacob Langenhoven (1873-1932) a été transformée en musée. Langenhoven a écrit les paroles d'un poème qui sera repris comme hymne national en 1927. Cet hymne, « Die Stem van Suid-Afrika », mis en musique par Marthinus Lourens de Villiers (1885-1977), demeure très populaire dans la population blanche et figure aujourd'hui en 2e partie de l'hymne national adopté en 1996.
Oudtshoorn est aussi un haut lieu de la culture Afrikaner, qu'elle célèbre annuellement au Festival K K & K (Klein Karoo Kunstefeest).
Les principales attractions d'Oudtshoorn restent cependant les fermes d'autruches avoisinantes de la ville et les grottes Cango où l'on peut admirer de magnifiques formations géologiques.
Vers le sud, la côte peut être rejointe via les cols de Robinson Pass (vers Mossel Bay) et de Montagu Pass (vers George) dans les monts Outeniqua.

## Personnalités locales
- Cornelius Jacob Langenhoven
- Stephanus Petrus le Roux, député de Oudtshoorn (1923-1958)
- P. K. Le Roux, député de Oudtshoorn (1958-1972)
- Piet Badenhorst, député de Oudtshoorn (1972-1989)
- Étienne Leroux, écrivain